# Eleccions generals de Guinea Equatorial de 1993
Les eleccions generals de Guinea Equatorial de 1993 van tenir lloc el 21 de novembre de 1993, les primeres eleccions multipartidistes al país des de les de 1968. Encara que es va permetre de participar en les eleccions a un total de set partits, el Partit Democràtic de Guinea Equatorial (PDGE) en el poder en va mantenir el seu control, guanyant 68 dels 80 escons en l'ampliada Cambra dels Representants del Poble. La Plataforma d'Oposició Conjunta, una aliança de vuit partits de l'oposició, va fer una cridar al boicot i afirmà que la participació va ser força baixa, un 20%, tot i que les dades oficial van dir que fou del 67,5%. Es va impedir als líders de l'Aliança de viatjar al continent per fer campanya a favor del boicot i a alguns se'ls va prohibir de sortir del país. Després de les eleccions, el ministre d'Afers Exteriors espanyol Javier Solana van afirmar que les eleccions no havien estat lliures ni justes, opinió compartida per altres observadors.

## Resultats
| Partit                                         | Vots   | %    | Escons | +/- |
| ---------------------------------------------- | ------ | ---- | ------ | --- |
| Partit Democràtic de Guinea Equatorial         | 54.589 | 69,8 | 68     | +8  |
| Convergència Socialdemòcrata i Popular         | 8.042  | 10,3 | 6      | Nou |
| Unió Socialdemòcrata                           | 5.760  | 7,4  | 5      | Nou |
| Partit Liberal                                 | 4.974  | 6,4  | 1      | Nou |
| Convenció Liberal Democràtica                  | 1.963  | 2,5  | 0      | Nou |
| Partit Socialista de Guinea Equatorial         | 1.106  | 1,4  | 0      | Nou |
| Partit Socialdemòcrata                         | 909    | 1,2  | 0      | Nou |
| Unió Democràtica Nacional de Guinea Equatorial | 880    | 1,1  | 0      | Nou |
| Vots no vàlids/en blanc                        | 512    | -    | -      | -   |
| Total                                          | 78,736 | 100  | 60     | +20 |
| Font: Nohlen et al.                            |        |      |        |     |